# Игнашово (Бежаницкий район)
Игнашово — деревня в Бежаницком районе Псковской области. Входит в состав сельского поселения муниципальное образование «Лющикская волость».
Расположена в 13 км к северо-западу от райцентра Бежаницы и в 2 км к югу от деревни Сапрыгино.
Численность населения по оценке на 2000 год составляла 11 жителей.